# Frey von Freyenfels

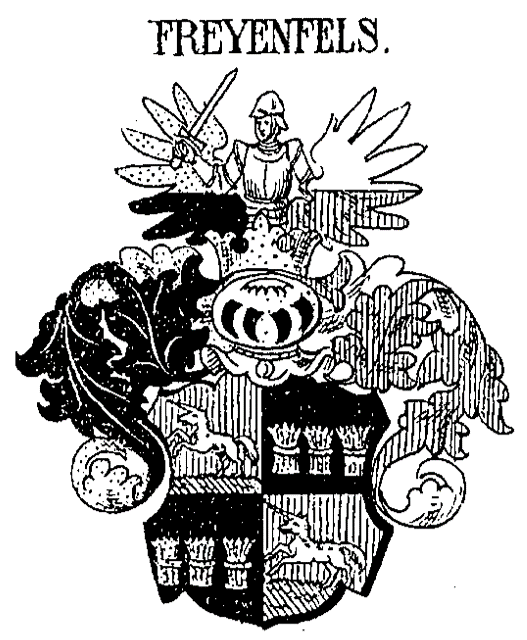
Wappen der Frey von Freyenfels in Siebmachers Wappenbuch

Die Frey von Freyenfels kurz von Freyenfels waren ein schlesisches briefadeliges Geschlecht, das 1804 im Mannesstamm erlosch. Die Familie ist zu unterscheiden von den mährischen Pruskauer von Freyenfels.

## Geschichte
Laut Diplom vom 25. Januar 1658 und 26. Dezember 1671 erhob Kaiser Leopold I. Heinrich Frey mit dem Prädikat „von Freyenfels“ in den Adelsstand. Am 6. März 1680 verkaufte Wiglas von Schindel Burkersdorf bei Schweidnitz und Friedersdorf bei Strehlen an Jakob Ernst von Freyenfels. 1699 kam es wegen Streitigkeiten von Jakob Ernst von Freyenfels mit seinem Gutsnachbarn Georg Rudolf von Schindel auf Weistritz und Ohmsdorf um  Gerechtsame, Grenzen und Straßen zu einem Vergleich. Darauf folgte ein weiterer langjähriger Rechtsstreit: 1702 setzte Jakob Ernst von Schindel seine älteste Tochter in der herrschaftlichen Gruft der Kirche von Ober-Weistritz, bei, ohne George Rudolph von Schindel davon in Kenntnis zu setzen. Bei der Gruft handelte es sich um das Erbbegräbnis der Familie von Schindel. Freyenfels forderte als Patronatsherr ein Mitbenutzungsrecht. Im Prozess der sich von 1702 bis 1726 hinzog wurde zugunsten der Schindler´schen Erben entschieden. 1733 erscheint als Besitzer von Burkersdorf Ernst Wilhelm von Freyenfels. 1715 gehörte der Familie auch Ober- und Niederpeuke bei Oels. Heinrich Wilhelm von Freyenfels, Herr auf Ober- und Niederpeuke der Anfang des 17. Jahrhunderts starb, war der letzte Vertreter des Hauses Peuke. Wahrscheinlich erlosch in den 1730er Jahren mit Jakob Ernst von Freyenfels auch der Burkersdorfer Zweig. Laut königlichem Lehensbrief von 1740 verkaufte Friedrich Wilhelm von Freyenfels die Güter Friedersdorf und Burkersdorf an Johann Christoph Freiherr von Seherr-Thoß. Das Geschlecht ist am 7. Februar 1804 in Breslau mit dem Stabskapitän Hans Sylvius von Freyenfels, im Mannesstamm erloschen. 

## Wappen
Blasonierung: Quadriertes Schild. Felder 1 und 4 in Rot auf grünem Boden ein silbernes Einhorn; Felder 2 und 3 in Schwarz drei balkenweise gestellte goldene Garben. Auf dem gekrönten Helm ein offener Flug, rechts Gold über Schwarz, rechts Silber über Rot geteilt, dazwischen ein wachsender Geharnischer, der in seiner Rechten ein Schwert schwingt. Die Helmdecken sind schwarz-golden und rot-silbern.

## Besitzungen
- Burkersdorf
- Friedersdorf
- Peuke